# Hungarian Open
Die Hungarian Open waren ein von 1993 bis 1998 und nochmals von 2004 bis 2006 jährlich stattfindendes Squashturnier für Herren in Budapest, Ungarn.
Die erste Austragung 1993 gehörte zur Kategorie 1 Star mit einem Preisgeld von 10.000 US-Dollar. Das Preisgeld und damit auch die Wertungskategorie stiegen jährlich und erreichten 1996 mit 30.000 US-Dollar und Kategorie 3 Star ihren Höchstwert, der auch die beiden Folgejahre Bestand hatte. Zwischen 1998 und 2004 wurde das Turnier nicht ausgetragen, ehe es ab 2004 wieder für drei Jahre in den Tourkalender aufgenommen wurde. Zunächst als Turnier der Kategorie 4 Star mit einem Preisgeld von 40.000 US-Dollar, wurde es 2005 und 2006 schließlich als Turnier der Kategorie 5 Star mit einem Preisgeld von 50.000 US-Dollar ausgetragen.
Mit seinen Turniersiegen 1997 und 2004 ist Jonathon Power der einzige Spieler, der das Turnier mehr als einmal gewann. Die meisten Finalteilnahmen gelangen Grégory Gaultier, der 2004, 2005 und 2006 das Endspiel erreichte.

## Sieger
| Jahr                         | Sieger           | Finalgegner      | Ergebnis                     |
| ---------------------------- | ---------------- | ---------------- | ---------------------------- |
| 2006                         | Grégory Gaultier | Lee Beachill     | 6:11, 11:4, 11:7, 6:11, 11:6 |
| 2005                         | Amr Shabana      | Grégory Gaultier | 6:11, 11:2, 11:7, 8:11, 11:5 |
| 2004                         | Jonathon Power   | Grégory Gaultier | 11:6, 12:10, 12:10           |
| 1999−2003: Nicht ausgetragen |                  |                  |                              |
| 1998                         | Paul Johnson     | Del Harris       | 5:15, 15:8, 15:9, 15:10      |
| 1997                         | Jonathon Power   | Peter Nicol      | 15:11, 11:15, 15:3, 15:5     |
| 1996                         | Rodney Eyles     | Zarak Jahan Khan | 15:9, 15:17, 15:11, 15:8     |
| 1995                         | Mark Cairns      | Angus Kirkland   | 15:11, 15:8, 15:4            |
| 1994                         | Amir Wagih       | Mark Chaloner    | 15:7, 7:15, 15:7, 7:15, 15:7 |
| 1993                         | Derek Ryan       | John Ransome     | 9:5, 9:4, 9:6                |